# Mont Slaggard
El mont Slaggard (en anglès Mount Slaggard), amb els seus 4.742 msnm, és un dels principals cims de les Muntanyes Saint Elias i la vuitena més alta del país. El cim es troba dins la Reserva i Parc Nacional de Kluane, al Yukon, Canadà.
Degut al fet de trobar-se en un indret remot i a la duresa del clima de la zona, no va ser escalat per primera vegada fins al 1959.